# Wereldkampioenschappen schaatsen afstanden 2009 - 1000 meter mannen
De wereldkampioenschappen schaatsen afstanden 2009 - 1000 meter mannen werd gehouden op vrijdag 13 maart 2009 op de Richmond Olympic Oval in Richmond, Canada.

## Statistieken

### Uitslag
| #      | Schaatser                 | Tijd    |
| ------ | ------------------------- | ------- |
| Goud   | Trevor Marsicano          | 1.08,96 |
| Zilver | Denny Morrison            | 1.09,00 |
| Brons  | Shani Davis               | 1.09,02 |
| 4      | Stefan Groothuis          | 1.09,25 |
| 5      | Jan Bos                   | 1.09,27 |
| 6      | Simon Kuipers             | 1.09,37 |
| 7      | Lee Kyou-hyuk             | 1.09,65 |
| 8      | Mo Tae-Bum                | 1.10,11 |
| 9      | Kyle Parrott              | 1.10,15 |
| 10     | Mika Poutala              | 1.10,26 |
| 11     | Christoffer Fagerli Rukke | 1.10,29 |
| 12     | Jevgeni Lalenkov          | 1.10,30 |
| 13     | Aleksandr Lebedev         | 1.10,32 |
| 14     | Nick Pearson              | 1.10,34 |
| 15     | Tadashi Obara             | 1.10,39 |
| 16     | François Olivier Roberge  | 1.10,47 |
| 17     | Konrad Niedźwiedzki       | 1.10,56 |
| 18     | Samuel Schwarz            | 1.10,63 |
| 19     | Keiichiro Nagashima       | 1.10,70 |
| 20     | Pekka Koskela             | 1.10,80 |
| 21     | Jan Friesinger            | 1.11,02 |
| 22     | Ermanno Ioriatti          | 1.11,23 |
| 23     | Frank Steiner             | 1.11,93 |
| 24     | Joel Eriksson             | 1.13,88 |

### Loting
| Rit | Binnenbaan                | Buitenbaan               |
| --- | ------------------------- | ------------------------ |
| 1   | Jan Friesinger            | Joel Eriksson            |
| 2   | Christoffer Fagerli Rukke | Ermanno Ioriatti         |
| 3   | Frank Steiner             | Pekka Koskela            |
| 4   | Konrad Niedźwiedzki       | Aleksandr Lebedev        |
| 5   | Kyle Parrott              | Mika Poutala             |
| 6   | Nick Pearson              | Samuel Schwarz           |
| 7   | Trevor Marsicano          | François Olivier Roberge |
| 8   | Tadashi Obara             | Jan Bos                  |
| 9   | Keiichiro Nagashima       | Jevgeni Lalenkov         |
| 10  | Lee Kyou-hyuk             | Mo Tae-Bum               |
| 11  | Denny Morrison            | Stefan Groothuis         |
| 12  | Simon Kuipers             | Shani Davis              |

1996 · 
1997 · 
1998 · 
1999 · 
2000 · 
2001 · 
2003 · 
2004 · 
2005 · 
2007 · 
2008 · 
2009 · 
2011 · 
2012 · 
2013 · 
2015 · 
2016 · 
2017 · 
2019 ·
2020 ·
2021 ·
2023 ·
2024 ·
2025